# Shalim

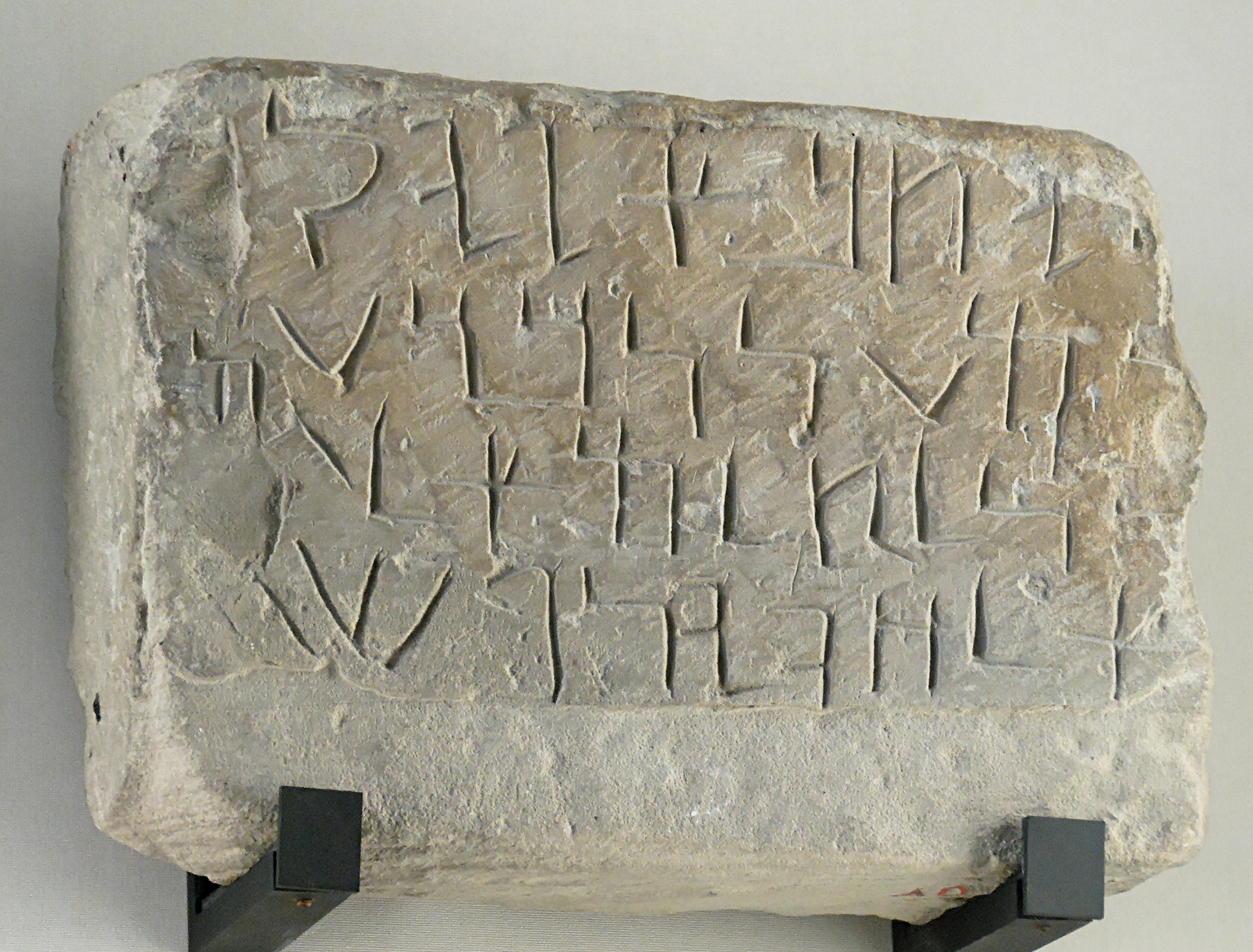
Inscripción donde se menciona a la deidad.

Shalim (Shalem, Salem y Salim) es un dios del panteón de la religión cananea, mencionado en las inscripciones encontradas en Ugarit (Ras Shamra) en Siria. William Foxwell Albright identificó a Shalim como el dios del crepúsculo, y a Shahar como dios del amanecer. En el Dictionary of Deities and Demons in the Bible, también se identifica a Shalim como la deidad que representa a la Estrella de la Tarde, uno de los dos aspectos que tenía antiguamente Venus, siendo el otro el hermano de Shalim, Shahar, la Estrella de la Mañana. Su nombre deriva de la raíz triconsonántica 𐤔𐤋𐤌 (Š-L-M). El nombre de la ciudad de Jerusalén tiene su origen en el nombre de este dios, y quizá también el nombre del bíblico Rey Salomón es por Shalim.

## Inscripciones en idioma ugarítico
Un mito ugarítico conocido como The Gracious and Most Beautiful Gods, describe a Shalim y a su hermano Shahar como descendientes del  dios semítico El a través de dos mujeres que conoce en la orilla del mar. Ambos son amamantados por «La Dama», probablemente Anat —Athirat o Asherah—, y tienen un apetito tan grande como «(un) labio en la tierra y (un) labio en el cielo». En otros textos ugaríticos, los dos están asociados con la diosa del sol.
Otra inscripción es una oración que se repite tres veces en un texto para-mitológico: «Permíntanme invocar a los dioses llenos de gracia, a los dioses voraces de ym» . Ym, en la mayoría de las lenguas semíticas significa «día», y Shalim y Shahar, son deidades gemelas del crepúsculo y el amanecer, que fueron concebidos como su principio y su fin.
Shalim también se menciona por separado en las listas de dioses ugaritas y las formas de su nombre también aparecen en nombres personales, tal vez como un nombre divino o epíteto.
Muchos estudiosos creen que el nombre de Shalim se conserva en el nombre de la ciudad de Jerusalén.  El dios Shalim puede haber estado asociado con el crepúsculo y la estrella de la tarde en los sentidos etimológicos de una «finalización» del día, «puesta de sol» y «paz».

## Shahar
Shahar (en hebreo:שחר Ŝaḥar 'amanecer') es el dios del amanecer en el panteón Ugarit. Shahar es descrito como un hijo de Ēl junto con un gemelo, Shalim. Shahar y Shalim también representaban la estructura temporal del día, el amanecer y el anochecer.
Los nombres Shakhar y Shalim son masculinos, y parece que los dioses también lo son, excepto en el Tanaj, donde Shahar suele ser femenino.